# Campeonato Mundial de Atletismo de 2017 - Salto triplo feminino
A competição do salto triplo feminino no Campeonato Mundial de Atletismo de 2017 foi realizada no Estádio Olímpico de Londres nos dias 5 e 7 de agosto. Yulimar Rojas da Venezuela levou a medalha de ouro. 

## Recordes
Antes da competição, os recordes eram os seguintes:
| Recorde mundial                               | Inessa Kravets (UKR)         | 15.50 | Gotemburgo, Suécia | 10 de agosto de 1995  |
| Recorde do campeonato                         | Inessa Kravets (UKR)         | 15.50 | Gotemburgo, Suécia | 10 de agosto de 1995  |
| Recorde do ano                                | Yulimar Rojas (VEN)          | 14.96 | Andújar, Espanha   | 2 de junho de 2017    |
| Recorde africano                              | Françoise Mbango Etone (CMR) | 15.39 | Pequim, China      | 17 de agosto de 2008  |
| Recorde asiático                              | Olga Rypakova (KAZ)          | 15.25 | Split, Croácia     | 4 de setembro de 2010 |
| Recorde da América do Norte, Central e Caribe | Yargeris Savigne (CUB)       | 15.28 | Osaka, Japão       | 31 de agosto de 2007  |
| Recorde da América do Sul                     | Caterine Ibargüen (COL)      | 15.31 | Mônaco             | 18 de julho de 2014   |
| Recorde europeu                               | Inessa Kravets (UKR)         | 15.50 | Gotemburgo, Suécia | 10 de agosto de 1995  |
| Recorde da Oceania                            | Nicole Mladenis (AUS)        | 14:04 | Hobart, Austrália  | 9 de março de 2002    |
| Recorde da Oceania                            | Nicole Mladenis (AUS)        | 14:04 | Perth, Austrália   | 7 de dezembro de 2003 |

## Medalhistas
| Ouro                | Prata                   | Bronze              |
| Yulimar Rojas (VEN) | Caterine Ibargüen (COL) | Olga Rypakova (KAZ) |

## Tempo de qualificação
| Tempo de qualificação |
| --------------------- |
| 14.10 metros          |

## Calendário
| Data                | Horário | Fase         |
| ------------------- | ------- | ------------ |
| 5 de agosto de 2017 | 11:00   | Qualificação |
| 7 de agosto de 2017 | 20:25   | Final        |

Todos os horários estão no horário local (UTC+1)

## Resultados

### Qualificação
Qualificação: 14,20 m (Q) ou as doze melhores performances (q) 
| Pos. | Grupo | Atleta                  | Nacionalidade  | Tentativa | Tentativa | Tentativa | Marca | Notas           |
| Pos. | Grupo | Atleta                  | Nacionalidade  | 1         | 2         | 3         | Marca | Notas           |
| ---- | ----- | ----------------------- | -------------- | --------- | --------- | --------- | ----- | --------------- |
| 1    | B     | Olga Rypakova           | Cazaquistão    | 14.57     | -1 !      | -1 !      | 14.57 | Q               |
| 2    | A     | Yulimar Rojas           | Venezuela      | 14.17     | 14.52     | -1 !      | 14.52 | Q               |
| 3    | A     | Susana Costa            | Portugal       | 13.83     | 13.88     | 14.35     | 14.35 | Q,              |
| 4    | B     | Patrícia Mamona         | Portugal       | 13.97     | 14.29     | -1 !      | 14.29 | Q               |
| 5    | B     | Kristin Gierisch        | Alemanha       | 14.11     | x         | 14.25     | 14.25 | Q               |
| 6    | B     | Shanieka Ricketts       | Jamaica        | 13.93     | 14.21     | -1 !      | 14.21 | Q               |
| 7    | B     | Caterine Ibargüen       | Colômbia       | 14.21     | -1 !      | -1 !      | 14.21 | Q'              |
| 8    | B     | Hanna Knyazyeva-Minenko | Israel         | x         | 14.17     | 13.72     | 14.17 | q,              |
| 9    | A     | Kimberly Williams       | Jamaica        | 14.09     | x         | 14.14     | 14.14 | q               |
| 10   | A     | Anna Jagaciak           | Polónia        | 14.09     | 13.72     | 14.04     | 14.09 | q               |
| 11   | B     | Ana Peleteiro           | Espanha        | 13.84     | 14.07     | 13.09     | 14.07 | q               |
| 12   | A     | Neele Eckhardt          | Alemanha       | 11.95     | 13.97     | 14.07     | 14.07 | q               |
| 13   | B     | Tori Franklin           | Estados Unidos | x         | 14.03     | 12.96     | 14.03 | Recorde pessoal |
| 14   | B     | Elena Panțuroiu         | Roménia        | 13.91     | 14.01     | 14.02     | 14.02 |                 |
| 15   | B     | Dovilė Dzindzaletaitė   | Lituânia       | 13.97     | x         | 13.43     | 13.97 |                 |
| 16   | A     | Kristiina Mäkelä        | Finlândia      | 13.92     | 13.69     | 13.77     | 13.92 |                 |
| 17   | A     | Gabriela Petrova        | Bulgária       | 13.66     | 13.90     | 13.66     | 13.90 |                 |
| 18   | A     | Jeanine Assani Issouf   | França         | x         | 13.87     | 13.67     | 13.87 |                 |
| 19   | B     | Thea LaFond             | Dominica       | 13.38     | 13.82     | 13.50     | 13.82 |                 |
| 20   | A     | Paraskevi Papahristou   | Grécia         | 13.40     | x         | 13.75     | 13.75 |                 |
| 21   | A     | Tânia da Silva          | Brasil         | 13.74     | 13.70     | 13.14     | 13.74 |                 |
| 22   | A     | Liadagmis Povea         | Cuba           | 13.44     | x         | 13.55     | 13.55 |                 |
| 23   | B     | Nadia Eke               | Gana           | x         | 13.25     | 13.54     | 13.54 |                 |
| 24   | B     | Tamara Myers            | Bahamas        | x         | x         | 13.41     | 13.41 |                 |
| 25   | A     | Fátima Diame            | Espanha        | 12.97     | 13.28     | 13.36     | 13.36 |                 |
| 26   | A     | Mariya Ovchinnikova     | Cazaquistão    | 13.18     | 12.90     | x         | 13.18 |                 |

### Final
A final da prova ocorreu dia 7 de agosto às 20:25. 
| Pos.              | Atleta                  | Nacionalidade | Tentativa | Tentativa | Tentativa | Tentativa | Tentativa | Tentativa | Marca | Notas                |
| Pos.              | Atleta                  | Nacionalidade | 1         | 2         | 3         | 4         | 5         | 6         | Marca | Notas                |
| ----------------- | ----------------------- | ------------- | --------- | --------- | --------- | --------- | --------- | --------- | ----- | -------------------- |
| Medalha de ouro   | Yulimar Rojas           | Venezuela     | 14.55     | 14.82     | 14.83     | 13.69     | 14.91     | 14.50     | 14.91 |                      |
| Medalha de prata  | Caterine Ibargüen       | Colômbia      | 14.67     | 14.69     | 14.89     | 14.80     | 14.71     | 14.88     | 14.89 | Recorde da temporada |
| Medalha de bronze | Olga Rypakova           | Cazaquistão   | 14.45     | x         | 14.77     | 14.32     | 14.52     | 14.36     | 14.77 | Recorde da temporada |
| 4                 | Hanna Knyazyeva-Minenko | Israel        | 14.11     | 14.04     | 14.29     | x         | 14.42     | 13.97     | 14.42 | Recorde da temporada |
| 5                 | Kristin Gierisch        | Alemanha      | 14.16     | 14.23     | 14.30     | x         | 13.84     | 14.33     | 14.33 |                      |
| 6                 | Anna Jagaciak           | Polónia       | 14.13     | 14.25     | 14.13     | 14.05     | 14.02     | 13.88     | 14.25 |                      |
| 7                 | Ana Peleteiro           | Espanha       | 13.92     | x         | 14.23     | x         | –         | –         | 14.23 | Recorde pessoal      |
| 8                 | Shanieka Ricketts       | Jamaica       | 14.13     | 14.04     | 14.10     | 13.82     | 13.81     | 14.01     | 14.13 |                      |
| 9                 | Patrícia Mamona         | Portugal      | x         | 14.04     | 14.12     |           |           |           | 14.12 |                      |
| 10                | Kimberly Williams       | Jamaica       | 14.01     | x         | 13.95     |           |           |           | 14.01 |                      |
| 11                | Susana Costa            | Portugal      | x         | 13.99     | 13.97     |           |           |           | 13.99 |                      |
| 12                | Neele Eckhardt          | Alemanha      | 13.94     | 13.97     | 11.81     |           |           |           | 13.97 |                      |

Legenda
| Recorde mundial       | Recorde mundial (World record)               |                       | Recorde africano                      | Recorde africano (African) |                                           | Q | Classificado por posição (Qualified) |
| Recorde do campeonato | Recorde do campeonato (Championship record)  | Recorde da América    | Recorde da América (Americas)         | q                          | Classificado por melhor tempo (Qualified) |   |                                      |
| Melhor marca do ano   | Melhor marca do ano (World leading)          | Recorde asiático      | Recorde asiático (Asian)              | DNS                        | Não largou (Did not start)                |   |                                      |
| Recorde nacional      | Recorde nacional (National record)           | Recorde europeu       | Recorde europeu (European)            | DNF                        | Não terminou (Did not finish)             |   |                                      |
| Recorde pessoal       | Recorde pessoal do atleta (Personal best)    | Recorde da Oceania    | Recorde da Oceania (Oceania)          | DSQ / DQ                   | Desclassificado (Disqualified)            |   |                                      |
| Recorde da temporada  | Recorde da temporada do atleta (Season best) | Recorde sul-americano | Recorde sul-americano (South America) | NM                         | Sem marca (No mark)                       |   |                                      |